# Musone (département)
Le Musone était un ancien département de la république romaine de 1798 à 1799, puis du royaume d'Italie de 1808 à 1815. Il a été nommé d'après la rivière Musone, et avait pour chef-lieu Macerata.

## Histoire
Le département fut organisé une première fois lors de la création de la république romaine de 1798 à 1799.
Il fut recréé le 11 mai 1808 quand les Marches furent détachées des États pontificaux pour être annexées par le royaume d'Italie. Il s'accrut, le 25 juillet 1808, de l'arrondissement de Camerino, détaché du Tronto, mais perdit au profit du Métaure, en 1810, la région de Gubbio.
Ce département fut éphémèrement recréé pour la troisième fois entre avril et mai 1815 lors de la reconquête des régions méridionales et centrales du royaume d'Italie par Joachim Murat.